# Prima Categoria Veneto 1965-1966
Il campionato di calcio di Prima Categoria 1965-1966 è stato il V livello del campionato italiano. A carattere regionale, fu il settimo campionato dilettantistico con questo nome dopo la riforma voluta da Zauli del 1958.
Questi sono i gironi organizzati della regione Veneto.

## Girone A
|  |     | Prima Categoria girone A Veneto 1965-66          | Pt | G  | V  | N  | P  | GF | GS |
|  | --- | ------------------------------------------------ | -- | -- | -- | -- | -- | -- | -- |
|  | 1.  | U.S. Malo, Malo                                  | 39 | 30 | 15 | 9  | 6  | 45 | 23 |
|  | 2.  | A.S. Minerbe, Minerbe                            | 36 | 30 | 11 | 14 | 5  | 40 | 27 |
|  | 3.  | A.S. Peschiera, Peschiera del Garda              | 35 | 30 | 13 | 9  | 8  | 49 | 37 |
|  | 4.  | A.C. Bassano, Bassano del Grappa                 | 33 | 30 | 9  | 15 | 6  | 31 | 20 |
|  | 5.  | U.S. Juventina, Monteforte d'Alpone              | 32 | 30 | 10 | 12 | 8  | 32 | 29 |
|  | 6.  | A.C. Legnago, Legnago                            | 31 | 30 | 10 | 11 | 9  | 35 | 33 |
|  | 6.  | A.C. Virtus, Bassano del Grappa                  | 31 | 30 | 11 | 9  | 10 | 44 | 44 |
|  | 6.  | A.S. San Giovanni Lupatoto, S. Giovanni Lupatoto | 31 | 30 | 8  | 15 | 7  | 23 | 25 |
|  | 9.  | A.C. Rosà, Rosà                                  | 30 | 30 | 9  | 12 | 9  | 30 | 41 |
|  | 10. | A.C. Camisano, Camisano Vicentino                | 30 | 30 | 11 | 8  | 11 | 29 | 41 |
|  | 11. | A.C. Cardi Chievo, Chievo di Verona              | 29 | 30 | 8  | 13 | 9  | 34 | 32 |
|  | 11. | A.C. Arzignano, Arzignano                        | 29 | 30 | 11 | 7  | 12 | 29 | 29 |
|  | 11. | A.C. Pescantina, Pescantina                      | 29 | 30 | 10 | 9  | 11 | 28 | 34 |
|  | 14. | A.C. Villafranca Veronese, Villafranca di Verona | 27 | 30 | 9  | 9  | 12 | 27 | 35 |
|  | 15. | A.C. Cornedo, Cornedo Vicentino                  | 24 | 30 | 8  | 8  | 14 | 31 | 44 |
|  | 16. | U.C. Montecchio Maggiore, Montecchio Maggiore    | 14 | 30 | 5  | 4  | 21 | 27 | 46 |

 Differenza di 6 gol nel computo totale reti fatte/reti subite (534/540)
Verdetti
- Il Malo è ammesso alle finali.

## Girone B
|  |     | Prima Categoria girone B Veneto 1965-66   | Pt  | G   | V   | N   | P   | GF  | GS  |
|  | --- | ----------------------------------------- | --- | --- | --- | --- | --- | --- | --- |
|  | 1.  | A.S. Coneglianese, Conegliano             | 43  | 30  | 16  | 11  | 3   | 46  | 13  |
|  | 2.  | G.S. Giorgione, Castelfranco Veneto       | 42  | 30  | 17  | 8   | 5   | 45  | 22  |
|  | 3.  | A.C. Caorle, Caorle                       | 40  | 30  | 13  | 14  | 3   | 39  | 23  |
|  | 4.  | A.C. Portogruaro, Portogruaro             | 39  | 30  | 14  | 11  | 5   | 35  | 17  |
|  | 5.  | A.C. Montebelluna, Montebelluna           | 38  | 30  | 13  | 12  | 5   | 33  | 16  |
|  | 6.  | Annonese F.C., Annone Veneto              | 32  | 30  | 11  | 10  | 9   | 36  | 31  |
|  | 7.  | U.S. Feltrese, Feltre                     | 29  | 30  | 9   | 11  | 10  | 28  | 30  |
|  | 7.  | A.C. San Stino, San Stino di Livenza      | 29  | 30  | 9   | 11  | 10  | 27  | 30  |
|  | 9.  | U.S. Opitergina, Oderzo                   | 28  | 30  | 10  | 8   | 12  | 25  | 30  |
|  | 9.  | Libertas Ceggia, Ceggia                   | 28  | 30  | 10  | 8   | 12  | 27  | 38  |
|  | 11. | A.C. Chiarano, Chiarano                   | 26  | 30  | 7   | 12  | 11  | 24  | 33  |
|  | 12. | A.C. Nettuno, Lido di Venezia             | 24  | 30  | 6   | 12  | 12  | 25  | 30  |
|  | 13. | A.C. Olympia, Cittadella                  | 23  | 30  | 7   | 9   | 14  | 18  | 29  |
|  | 14. | U.S. Callalta San Biagio, Farra di Soligo | 22  | 30  | 4   | 14  | 12  | 19  | 30  |
|  | 15. | A.C. Belluno, Belluno                     | 20  | 30  | 5   | 10  | 15  | 20  | 39  |
|  | 16. | A.C. Crocetta 1920, Crocetta del Montello | 17  | 30  | 7   | 3   | 20  | 21  | 56  |
|  |     |                                           | 480 | 480 | 158 | 164 | 158 | 468 | 467 |

Verdetti
- Coneglianese, ammessa alle finali, è in seguito promossa in Serie D.
- Il Belluno, retrocesso in Seconda Categoria è stato successivamente riammesso.

## Girone C
|  |     | Prima Categoria girone C Veneto 1965-66    | Pt  | G   | V   | N   | P   | GF  | GS  |
|  | --- | ------------------------------------------ | --- | --- | --- | --- | --- | --- | --- |
|  | 1.  | A.C. Pro Mogliano, Mogliano Veneto         | 43  | 30  | 17  | 9   | 4   | 64  | 17  |
|  | 2.  | A.S. Sottomarina, Sottomarina di Chioggia  | 43  | 30  | 15  | 13  | 2   | 46  | 15  |
|  | 3.  | A.C. Clodia, Chioggia                      | 41  | 30  | 14  | 13  | 3   | 39  | 12  |
|  | 4.  | A.C. Camponogarese, Camponogara            | 35  | 30  | 12  | 11  | 7   | 45  | 34  |
|  | 5.  | A.C. Rovigo, Rovigo                        | 34  | 30  | 11  | 12  | 7   | 38  | 26  |
|  | 5.  | A.C. Fiesso d'Artico, Fiesso d'Artico      | 34  | 30  | 10  | 14  | 6   | 47  | 33  |
|  | 7.  | A.S. Monselice, Monselice                  | 32  | 30  | 12  | 8   | 10  | 33  | 36  |
|  | 8.  | F.C. Dolo, Dolo                            | 31  | 30  | 10  | 11  | 9   | 43  | 37  |
|  | 8.  | A.C. Conti, Cavarzere                      | 31  | 30  | 8   | 15  | 7   | 37  | 35  |
|  | 10. | A.C. Contarina, Contarina                  | 30  | 30  | 12  | 6   | 12  | 35  | 31  |
|  | 11. | U.S. Miranese, Mirano                      | 26  | 30  | 7   | 12  | 11  | 24  | 32  |
|  | 11. | G.S. Mira, Mira                            | 26  | 30  | 7   | 12  | 11  | 25  | 35  |
|  | 13. | A.C. Dextrosport, Castelmassa              | 22  | 30  | 7   | 8   | 15  | 35  | 48  |
|  | 14. | S.P. Nova Gens, Noventa Vicentina          | 18  | 30  | 6   | 6   | 18  | 21  | 61  |
|  | 15. | A.P. Grignano, Grignano Polesine di Rovigo | 17  | 30  | 7   | 3   | 20  | 17  | 59  |
|  | 15. | U.S. Lendinarese, Lendinara                | 17  | 30  | 5   | 7   | 18  | 17  | 53  |
|  |     |                                            | 480 | 480 | 160 | 160 | 160 | 566 | 566 |

- Spareggio per il primo posto in classifica:
  - allo Stadio Appiani di Padova il 29-05-1966 : Pro Mogliano-Sottomarina: 1-0.

Verdetti
La Pro Mogliano accede alle finali.

## Finali per il titolo
|                   | Risultati |                   | Città e data                       |
| ----------------- | --------- | ----------------- | ---------------------------------- |
| A.S. Coneglianese | 1 - 1     | U.S. Malo         | Bassano del Grappa, 5 giugno 1966  |
| A.S. Coneglianese | 2 - 1     | A.C. Pro Mogliano | Portogruaro, 12 giugno 1966        |
| U.S. Malo         | 2 - 0     | A.C. Pro Mogliano | Castelfranco Veneto, 2 giugno 1966 |
|                   |           |                   |                                    |

|  | Pos. | Squadra                            | Pt | G | V | N | P | GF | GS | DR |
|  | ---- | ---------------------------------- | -- | - | - | - | - | -- | -- | -- |
|  | 1.   | A.S. Coneglianese, Conegliano      | 3  | 2 | 1 | 1 | 1 | 3  | 2  | +1 |
|  | 2.   | U.S. Malo, Malo                    | 2  | 2 | 1 | 0 | 1 | 3  | 2  | +1 |
|  | 3.   | A.C. Pro Mogliano, Mogliano Veneto | 1  | 2 | 0 | 1 | 1 | 1  | 3  | -2 |

Legenda:

      CONEGLIANESE campione regionale veneto e promosso in serie D.
Note:

Due punti a vittoria, uno a pareggio, zero a sconfitta.